# Reinhard Goebel

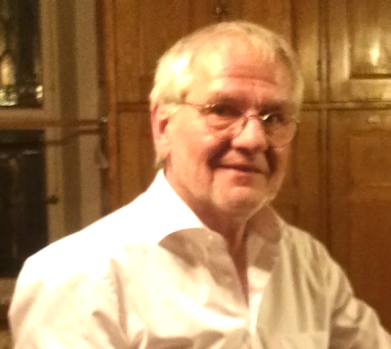
Reinhard Goebel

Reinhard Goebel (Siegen, 31 juli 1952) is een Duits dirigent en violist die gespecialiseerd is in barokmuziek. Goebel startte het vioolspel op twaalfjarige leeftijd. Hij kreeg vioolles van Franzjosef Maier en Saschko Gawriloff en volgde verder les bij de barokspecialisten Hugo Ruf (Keulen), Eduard Melkus (Wenen) en Marie Leonhardt (Nederland).
In 1973 stichtte hij het ensemble Musica Antiqua Köln dat gespecialiseerd was in de authentieke uitvoeringspraktijk van barokmuziek en dat hij leidde tot hij het ensemble ophief in 2007. Het ensemble ging een exclusief contract aan met het label Archiv Produktion van Deutsche Grammophon. Goebel hielp de muziek van de hofcomponisten Johann David Heinichen en Jan Dismas Zelenka herontdekken. Nadien heeft Goebel als dirigent met talrijke orkesten gewerkt, en heeft hij gedoceerd aan het Mozarteum in Salzburg en aan de orkestakademie van de Berliner Philharmoniker.
Hij kreeg verschillende internationale prijzen en onderscheidingen, waaronder de Staatspreis des Landes Nordrhein-Westfalen in 1997.
Zijn loopbaan als concertmeester van zijn ensemble eindigde abrupt in 1990 door een handverlamming. Hij besloot de viool andersom te leren bespelen: spelend met zijn rechterhand en strijkend met zijn linkerhand.
Goebel, die vloeiend Nederlands spreekt, dirigeerde tal van orkesten, waaronder het Beethoven Orchester Bonn, het Tonhalle Orchester Zürich, het Müncher Kammerorchester, het Orchester der Komischen Oper Berlin, de Royal Philharmonic Orchestra, het Zürcher Kammerorchester, het Orchester der Köninglichen Oper Kopenhagen, het Gewandhausorchester (Leipzig), het Rundfunk-Sinfonieorchester van Saarbrücken, Keulen (WDR), Frankfurt (HR), Hannover (NDR) en München (BR), het Dresden Philharmonisch orkest, het Orchestre National d'Île de France, de Sächsische Staatskappelle Dresden, de Taipei Philharmonic Orchestra en het Melbourne Symphony Orchestra. Hij heeft ook diverse operaproducties geleid in Hannover, Freiburg, Mannheim en Kiel.